# Marimbafon

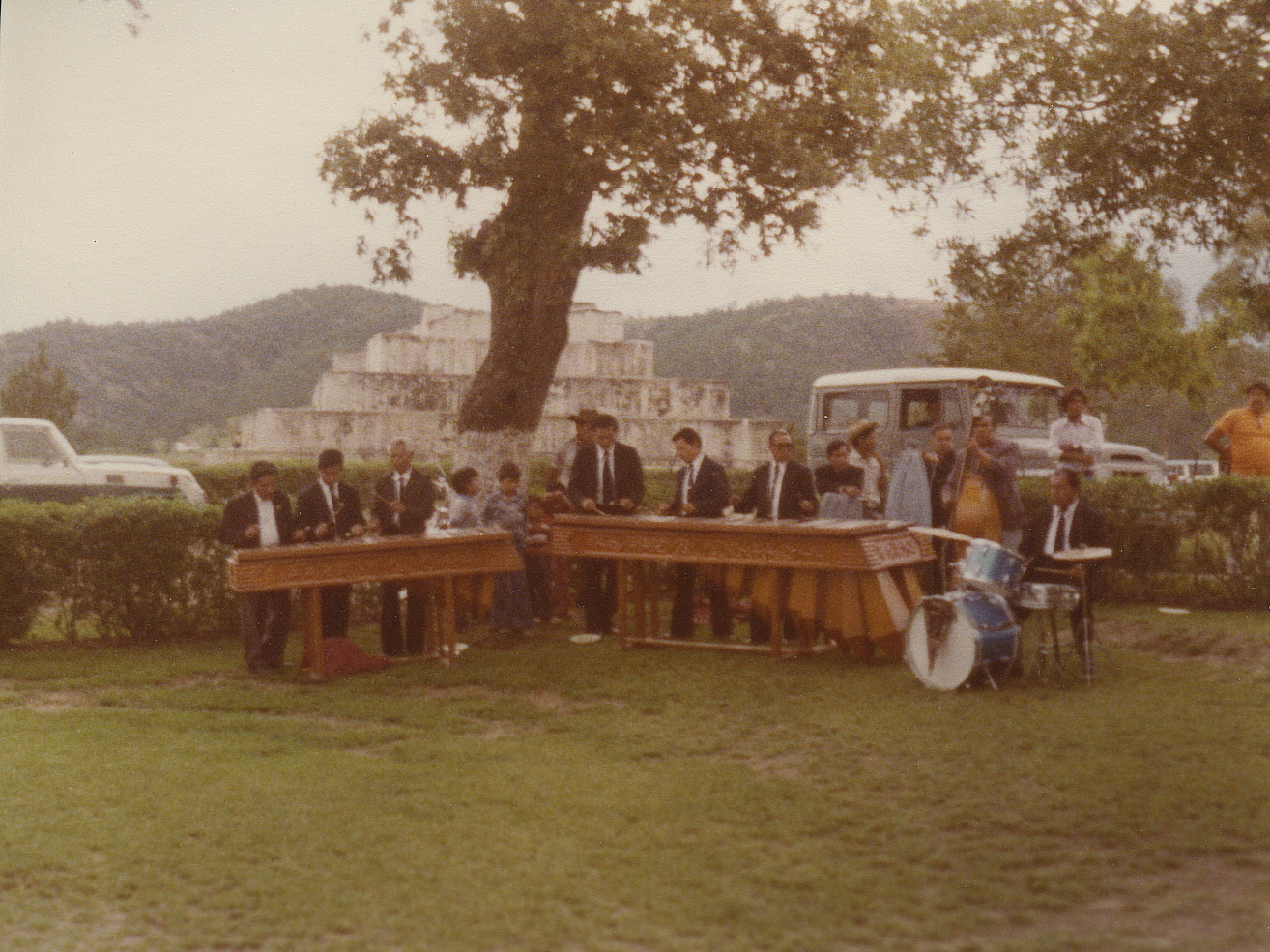
Formaţie muzicală cântând la marimbafoane în Guatemala

Marimbafonul, denumit și marimba, marimbă sau balafon, este un instrument de percuție de proveniență africană, foarte asemănător cu xilofonul și vibrafonul, care cunoaște o viguroasă înflorire în țările Americii Latine.
Este construit din plăci de lemn de palisandru, acordate și dispuse în ordinea înălțimii, înzestrate cu tuburi rezonatoare, care întăresc și prelungesc sunetele. Asupra lui se acționează cu baghete de lemn, pentru sunetele puternice, și cu baghete de cauciuc, pentru cele moi.
Marimba a evoluat din "balafon", fiind originar din Africa. Cuvintele rim și ba provin din limba bantu, vorbită în Mozambic și Malawi. Marimbafonul poate avea până la 5 octave. Plăcuțele de lemn, așezate pe două rânduri, sunt acordate cromatic, ca la claviaturi. Inițial, pentru amplificarea sunetului se foloseau tărtăcuțe. În prezent, se folosesc tuburi metalice, montate perpendicular sub plăcuțele de lemn. Deoarece plăcuțele de lemn sunt mai subțiri și mai moi, marimba are un sunet mai plin decât al xilofonului.